# ミランドラ駅
ミランドラ駅（Stazione di Mirandola）はイタリアモデナ県ミランドラにあるイタリア鉄道ボローニャ＝ヴェローナ線の駅。

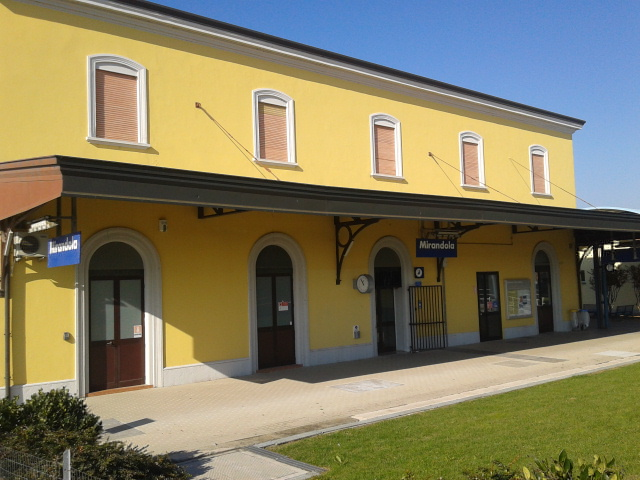
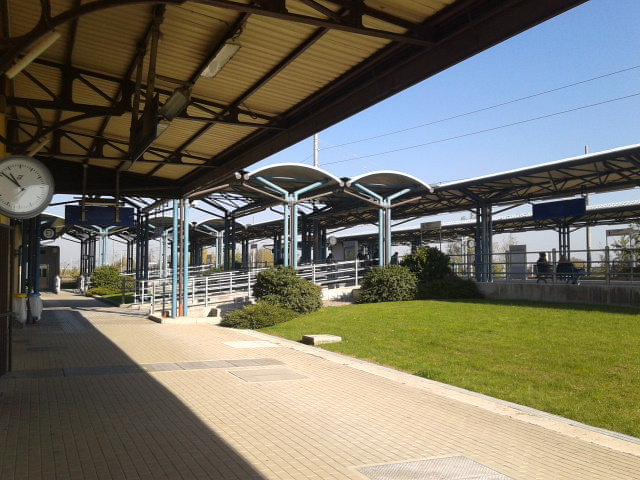
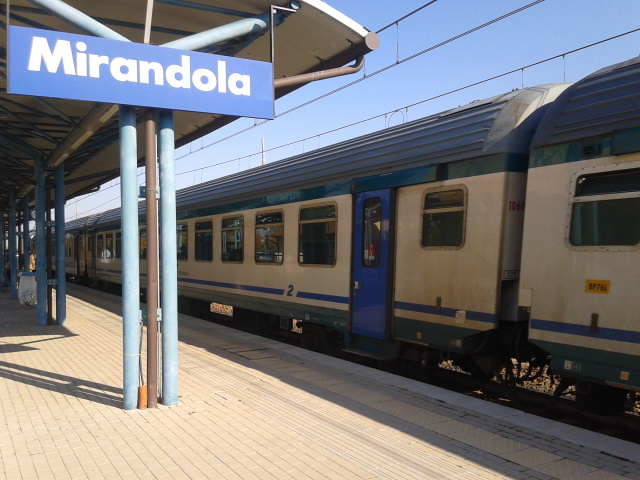